# ماریو پدریرا
ماریو داسیلوا پدریرا جونیور (پرتغالی: Mário Pedreira؛ زادهٔ ۳ مهٔ ۱۹۸۲) معروف به ماریو بازیکن والیبال اهل برزیل است. پدریرا در حال حاضر عضو تیم ملی والیبال برزیل و باشگاه کوپرا پیاچنزا است.
ماریو پدریرا در ترکیب تیم ملی برزیل در قهرمانی جهان ۲۰۱۰ به مدال طلا دست یافت و در قهرمانی جهان ۲۰۱۴ با دیگر بازیکنان تیم روی سکوی دوم رفت و مدال نقره را به سینه آویخت. از دیگر دست آوردهای وی در قالب تیم ملی برزیل به عنوان بازیکن می توان به دو قهرمانی در لیگ جهانی ۲۰۰۹ و ۲۰۱۰ اشاره کرد. پدریرا در لیگ جهانی ۲۰۱۰ و ۲۰۱۳ نیز به عنوان بهترین لیبرو مسابقات انتخاب شد.